# Chituru Odunze
Chituru Ethan Odunze (ur. 14 października 2002 w Raleigh) – amerykański piłkarz pochodzenia nigeryjskiego z obywatelstwem brytyjskim i kanadyjskim występujący na pozycji bramkarza, od 2024 roku zawodnik Charlotte FC.
Jego rodzice pochodzą z Nigerii. Urodził się w Stanach Zjednoczonych, jednak jeszcze przed ukończeniem drugiego roku życia przeprowadził się do Anglii, zaś dziewięć lat później do Kanady.